# Bob Taylor (Dartspieler)
Bob Taylor (* 15. Januar 1960 in Aberdeen) ist ein ehemaliger schottischer Dartspieler, der bei der British Darts Organisation (BDO) aktiv war.

## Karriere
Taylor war an elf BDO-Weltmeisterschaften beteiligt. Hierbei verlor er jedoch acht Mal in der ersten Runde, sechs Mal davon zwischen 1995 und 2001 nacheinander. 2002 konnte er allerdings John Ferrell und Co Stompé bezwingen und verlor erst im Viertelfinale gegen den späteren Turniersieger Tony David. 2003 gelang ihm erneut der Viertelfinaleinzug. Hierzu besiegte Taylor Peter Hunt und Martin Adams und unterleg schließlich Gary Anderson. Letztmals spielte er 2004 im Lakeside Country Club, musste sich allerdings Paul Hogan geschlagen geben.
Taylor gelang es auch beim World Masters das Viertelfinale zu erreichen. 2001 schlug er unter anderem Liam Miley und Ernest Brown und verlor letztlich gegen den Finnen Jarkko Komula. Siegreich war er dagegen bei den Norway Open 1993 und den Finnish Open 2001, beide veranstaltet von der World Darts Federation (WDF).

## Weltmeisterschaftsresultate

### BDO
- 1991: 1. Runde (2:3-Niederlage gegen  Mike Gregory) (Sätze)
- 1994: Achtelfinale (1:3-Niederlage gegen  Martin Adams)
- 1995: 1. Runde (0:3-Niederlage gegen  Paul Williams)
- 1996: 1. Runde (0:3-Niederlage gegen  Ian Brand)
- 1997: 1. Runde (1:3-Niederlage gegen  Les Wallace)
- 1998: 1. Runde (1:3-Niederlage gegen  Roger Carter)
- 2000: 1. Runde (0:3-Niederlage gegen  Ted Hankey)
- 2001: 1. Runde (0:3-Niederlage gegen  Wayne Jones)
- 2002: Viertelfinale (4:5-Niederlage gegen  Tony David)
- 2003: Viertelfinale (0:5-Niederlage gegen  Gary Anderson)
- 2004: 1. Runde (0:3-Niederlage gegen  Paul Hogan)

## Titel

### WDF
Sieger der Norway Open: 1993
Sieger der Finnish Open: 2001

### Sonstige
Sieger bei den British Internationals: 2000 (mit der schottischen Mannschaft)